# Barraza (Chile)

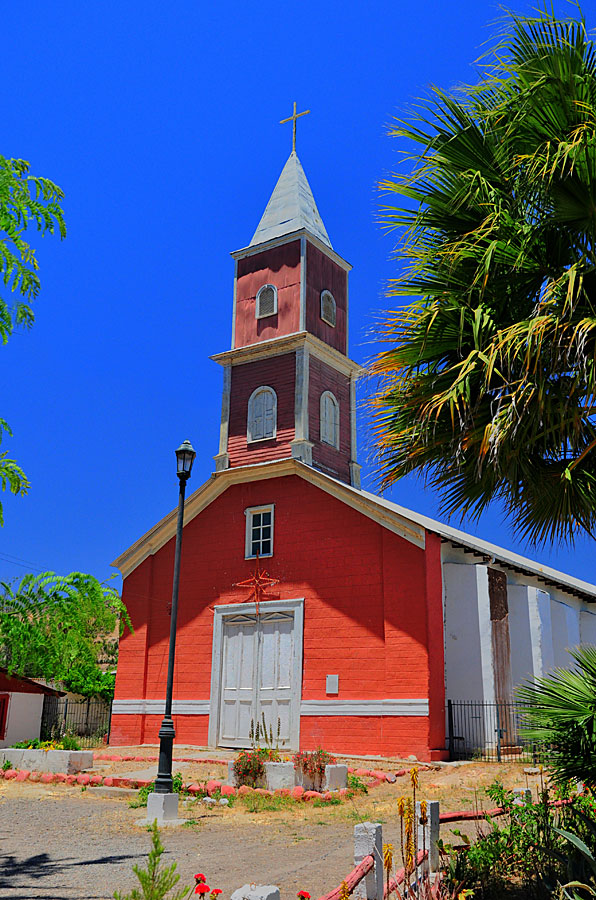
Iglesia San Antonio del Mar y la Purísima Concepción de Barraza.

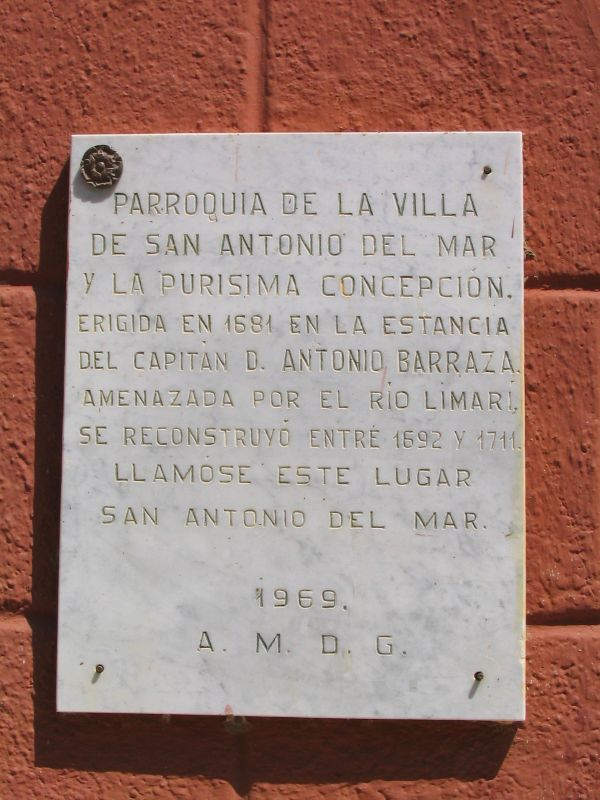
Placa recordatoria en la iglesia San Antonio del Mar y la Purísima Concepción.

Mapa Villa de Barraza 1818

Barraza es un pequeño poblado ubicado en la ribera sur del río Limarí, en la Provincia de Limarí, IV Región de Coquimbo, Chile, 30 km al suroeste de Ovalle, con una población de 319 habitantes (censo 2002). Su historia está íntimamente ligada a la de su iglesia parroquial, diseñada por Joaquín Toesca, Monumento Nacional chileno. Su trazado y característica arquitectura española se han conservado hasta el día de hoy.

## Historia
Sus primeros habitantes fueron los changos[cita requerida], que aprovecharon la proximidad del mar (unos 20 km) al fértil valle del Limarí. Después su ocupación por los incas y picunches, los conquistadores españoles lo utilizaron como refugio y fortificación en la pacificación de los indígenas chilenos en la etapa colonial. 
A mediados del siglo XVII se le concedió merced de estas tierras al capitán Antonio Barraza como dote. En 1680, junto al pequeño poblado formado en la estancia de Barraza, ya existía un pequeño templo, se desmembró el territorio poniente de la Parroquia de Sotaquí, creándose la parroquia o curato de San Antonio del Mar y la Purísima Concepción, sus libros parroquiales comienzan en 1681. La crecida del río en 1690 arrasó el primer templo, construyéndose uno nuevo entre 1691 y 1712. Durante la Colonia, Barraza se transformó en el segundo poblado más importante del norte chileno, después de La Serena.
Desde este poblado se formaron grandes terratenientes que fueron dueños de amplias haciendas al sur y el costado de este poblado entre los cuales se puede citar al capitán español Agustín Carvajal que fundaría al sur lo que es hoy la actual comunidad de La Cebada.
Con la independencia, en 1818 fue declarada como Villa Cabecera del Limarí, Villa de San Antonio del Mar. La fundación de Ovalle en 1831 hizo quedarse en el tiempo, además alejada de las nuevas rutas creadas hacia Santiago y La Serena. Muchos de sus habitantes conservan como reliquías indumentarias españolas de la época inicial tales como cazoletas y elementos de cobre y espuelas de hierro.
La designación del poblado como Barraza se impuso al nombre que se le dio oficialmente, siendo éste el nombre que se utiliza en la actualidad.
Es un poblado centrado en la vida de la Iglesia Parroquial, que celebra la Eucaristía cada domingo a las 11:00.
La restauración de la iglesia inaugurada en 2000 la primera etapa y en 2003 la segunda, impulsó el desarrollo de una fiesta costumbrista organizada por los vecinos -con la ayuda de la Parroquia en los tres primeros años-: muestra de los usos y costumbres patrimoniales, la mayoría de ellos vigentes en la vida cotidiana, como la trilla, carrera de perros galgos, carreras a la chilena, y juegos populares (palo encebado, volantines, trompo, ensacados, emboque).

## Características
Barraza está emplazado en una plataforma no-aluvional amplia por sobre la caja aluvial ancha del río Limarí y al costado de los altos cerros que rodean dicho río. 
Su trazado es longitudinal con una calle principal larga y amplia que desemboca en una plaza de armas central (al lado de la iglesia). Las calles están en su mayoría sin pavimentar y a su lado las rodean extensas parcelas y casonas antiguas.
Es un pueblo muy tranquilo, apacible y que invita a recorrer sus calles. Además de su famosa iglesia se puede visitar el convento franciscano adjunto a ella.
Algunos de sus pobladores conservan con gran orgullo, como vestigio del pasado, cazos y cazoletas hechas de cobre del tiempo de la colonia junto con otros artículos de montura de origen español.
Muchas de sus casas conservan las características propias de un villorrio español. Son amplias, hechas de adobe con cemento calizo, de techumbre elevada y además contienen un patio central interior central rodeado de los dormitorios, comedores, cocinas con acceso directo hacia el patio, algunas propiedades contiene además un segundo patio hacia la parte posterior que está rodeada de cobertizos, chancheras, caballerizas y bodegones. La mayoría de las casas tienen sus altas y amplias ventanas directamente a la calle.
Barraza es además un lugar con innegable valor arqueológico ya que en muchas viviendas al momento de hacer labores de agricultura, pozos o norias desentierran habitualmente esqueletos o restos de ellos y cerámicas de los antiguos pobladores que ocupaban ese sector.

## Iglesia de Barraza
La actual iglesia es el tercer templo construido en el lugar. Fue diseñada y proyectada en 1794 por Joaquín Toesca, edificándose entre 1795 y 1800 con un sistema constructivo importado desde España siendo el único de estas características en la provincia del Limarí.
El edificio es de carácter neoclásico y muy simple, con una planta de cruz latina irregular constituido por sola nave y una capilla lateral (añadida a fines del 1800), denominada "capilla de hombres", donde hasta la década del 1970 asistían los hombres y en la nave las mujeres y niños, separada del presbiterio por un arco construido de tabiquería. Sus muros, de un metro de espesor, están construidos en adobe y su cielo es artesonado. En el costado lateral izquierdo se encuentra una antigua puerta que habría sido del primer templo, de fines del siglo XVII, fabricada en pino oregón y con clavos de cobre. En su altar mayor destaca la imagen policromada de San Antonio de Padua, que data de mediados del siglo XVIII y que fue traída desde el Perú.
La iglesia fue refaccionada en 1872, reemplazándose la torre original por la actual sobre el atrio, y declarada Monumento Nacional en enero de 1978. 
A un costado de la entrada principal se levantó un pequeño museo parroquial inaugurado en la década de 1990, que exhibe interesantes imágenes coloniales, implementos de culto religioso y los primeros libros parroquiales que datan de finales del siglo XVII.
Después del terremoto que afectó a la región en 1997, la iglesia sufrió serios daños estructurales. Por iniciativa del Arzobispo de La Serena, Monseñor Manuel Donoso, se procedió a su reparación: en mayo de 2000 se inauguró la primera etapa -estructural- y en febrero de 2003, la segunda -altares, retablos y algunas imágenes.  Queda pendiente recuperar la pintura interior de muros. En el marco del programa "Iluminando Iglesias al Sur del Mundo", fue inaugurado el sistema de iluminación en 2003. El resultado es un edificio de admirable belleza.